# 東方影業 (荷屬東印度)
東方影業（英語：Oriental Film Company）是一家位於荷屬東印度巴達維亞（今印度尼西亞雅加達）的電影製作公司，由華裔商人曹星漢在1940年創辦，在1941年解散之前曾製作4部黑白電影。該公司製作的所有電影都放映到了1950年代，不過現在可能都已經散佚。該公司的電影都由楊眾生或蘇丹·烏斯曼·卡林執導，並為達莉亞和蘇莉普等演員的演藝生涯拉開序幕。
東方影業在東印度群島電影業復甦期間成立，並於1940年7月發行第一部電影《馬塔蘭的短劍》。這部電影由楊眾生的妻子菲菲·楊主演，賣點是她身為舞台劇演員的名氣。之後該公司又發行了另外3部電影，這些電影的目標觀眾都是低下階層，而且還配有大量格朗章歌曲。該公司最後一部作品是1941年的《血的呼喚》，該片在楊眾生、菲菲·楊轉投大華影業之後完成製作。東方影業最後因為未能收回租借由荷蘭人擁有的片場所需的成本而結業。

## 成立
荷属东印度电影业曾在大萧条期间遭受重创，但《月光曲》（1937年）、《法蒂玛》（1938年）和《白茅》（1939年）在商業上獲得成功後，行業的元氣已經恢復。電影的產量有所增加，1940年時殖民地新開設了4家製片廠，東方影業就是其中之一。這家公司完全由華裔商人曹星漢（Tjo Seng Han）注資經營，創立時總部位於巴達維亞（今雅加達）東部馬特拉曼街（Matraman Street）42號；《新報》（Sin Po）週刊報導，該公司廠房的設備很簡單。製片廠聘用了另一名華裔商人曾福祥（Tjan Hock Siong），負責公司的日常運作。
曹星漢和曾福祥聘請了曾經為好麗安劇團效力，後來在戲劇界自立門戶的劇作家楊眾生和他的妻子菲菲·楊。兩人此前已經藉由自己的舞台劇作品得到廣泛的認可，電影公司希望他們的聲譽可以吸引觀眾觀看自製的電影。當時東印度群島出現了一種把受過戲劇訓練的演員和製作人員引入電影業的趨勢，東方影業聘請楊眾生和菲菲·楊的舉措就是這種趨勢的其中一環。《月光曲》一片的劇組起用了舞台劇明星魯姬亞和她的丈夫卡托羅擔任該片的演員，結果收效甚佳，陳氏影業聘用兩人之後兩人也為該公司帶來類似的財政收益。

## 作品

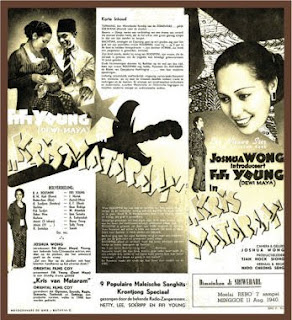
東方影業第一部作品《馬塔蘭的短劍》（1940年）的廣告

東方影業第一部作品《馬塔蘭的短劍》由楊眾生執導，並由菲菲·楊和奧馬爾·羅德里加（Omar Rodriga）主演，故事講述一個年輕的貴族女子（菲菲·楊飾）不顧父母反對，與一個平民男子相戀的故事。為此楊眾生從陳氏影業招攬了約書亞·王擔任攝影師，並在其後電影宣傳的其中一部分提及到他的名字：「（《馬塔蘭的短劍》由）J·王拍攝，信心保證。」。該片在1940年7月發行，目標觀眾是來自低下階層的觀眾——特別是喜歡看舞台劇，而且能夠認出菲菲·楊的人。《泗水商報》一篇影評讚揚這部電影「引人入勝至極」。
東方影業在開拍第二部作品之前便已經開始以1500荷屬東印度盾的月租租借位於巴達維亞莫倫夫利特（Molenvliet）的全荷屬東印度影片公司（Algemeen Nederlandsch Indisch Filmsyndicaat, ANIF）片場。這份租約准許東方影業使用片場的器材、片場辦公室裏的冷氣機和電話、在夜間攝影時段使用的燈光器材，以及起用攝影師J·J·W·史蒂凡斯（J. J. W. Steffans）。租出的土地還包括片廠旁邊一幅大面積土地。由此東方影業成為了東印度群島規模最大、設備最先進的製片廠。
楊眾生不久之後便展示出他對能夠引起騷動的東西的喜好，這從1940年12月東方影業發行的電影《朱拜達》當中就可以看得出來。該片是一部愛情片，故事以帝汶島為背景，故事中的同名角色由菲菲·楊主演。在片中東方影業使用了顏色鮮豔而奢華的服裝；楊眾生也為片中的角色取了一些杜撰的名字。由於就地拍攝的成本高得無法負擔，所以東方影業並沒有這樣做，而是在全荷屬東印度影片公司片廠的後面搭建電影的場景。這部電影受到影評家的白眼，他們指出《朱拜達》一片劇情誇張，而且舞台劇對這部電影的影響也清晰可見。
東方影業在1941年3月發行第三部作品《五色》。這部電影也是由菲菲·楊主演，故事講述一名年輕女子必須在丈夫入獄期間撫養兩名女兒。東方影業新聘請的兩位演員達莉亞和蘇莉普也參演了這部電影，當時年輕的她們都已經建立起自己的舞台劇事業，並以歌藝聞名，她們也在《五色》一片12首格朗章歌曲當中的幾首歌曲中展現出自己的歌藝。本片大受影評家好評，《巴達維亞新聞報》和《泗水商報》都讚揚了菲菲·楊的演出表現；其中《泗水商報》更描述《五色》是「東方影業的成功，是東印度群島電影業進步的證明。」
《五色》一片完成拍攝之後，弗雷德·楊便招攬楊眾生和菲菲·楊加入新成立的大華影業。失去了導演和主要影星之後，東方影業便聘請了記者蘇丹·烏斯曼·卡林，請他執導該公司的第四部作品《血的呼喚》。該片由卡林擔任編劇，並由達莉亞和蘇莉普主演，講述兩個年輕的孤兒設法在巴達維亞維持生計的故事。這部電影在1941年6月進行首映，由於尼蒂森米托（Nitisemito）煙草廠在片中相當突出，因此印尼電影歷史學家米斯巴赫·尤薩·比蘭便認為尼蒂森米托可能曾經為這個廣告付出過廣告費。他記載道這部電影還算成功，卻指出該片的評價是褒貶不一的。

## 結業與後續
持續錄得虧損的東方影業在發行《血的呼喚》一片後便與全荷屬東印度影片公司解除合約，而片廠的使用權則由荷蘭人擁有的多元影業（Multi Film）接收。雖然該公司希望繼續以較舊的器材拍攝故事片，不過公司最後還是逃不過解散的命運。東方影業的演員和製作人員後來都轉投其他製片廠：後來卡林簽約加盟爪哇工業電影公司，並為該公司執導《勒娜·慕度·馬尼甘》一部電影。達莉亞則跳槽到大眾影業（Populair's Film），接拍了該公司的一部電影《傑瑪爾的寶石》（1942年），直至1942年3月大日本帝國侵略荷屬東印度，製片廠關閉時才離職。與此同時，蘇莉普加入了大華影業，再次與楊眾生和菲菲·楊共事，並在兩部電影中演出，直至該公司關閉為止。
雖然東方影業是短命的，不過公司聘用的數名演員和製作人員的演藝生涯都很漫長。楊眾生在1941年為大華影業執導兩部電影之後，在1940年代的大部分時間裏他一直埋首於舞台劇事業，直至1950年代中期他才重返導演行列。菲菲·楊之後也有在楊眾生的作品中演出，直至兩人在1945年離婚，其後她又參演超過80部電影，直至她在1975年逝世為止。達莉亞和蘇莉普和他們一樣都在演藝界工作了很久：兩人直至1990年才退出影壇，其中達莉亞參演了52部電影，而蘇莉普則參演了25部電影。

## 片目
東方影業在兩年內發行了4部電影，全部都是黑白電影，都曾經在荷屬東印度進行大範圍公映。當中部分電影（例如《血的呼喚》）甚至還曾經在海外發行——《血的呼喚》在1941年9月便已經在新加坡（當時是海峡殖民地的一部分）上映。該公司的作品以來自低下階層的觀眾為目標觀眾，並配有大量格朗章歌曲；為了錄製格朗章歌曲，東方影業甚至還成立了Oriental Novelty Five錄音室。雖然這些電影至少都放映到1950年代，不過東方影業的出品作品可能都已經散佚。
- 《馬塔蘭的短劍》（1940年）
- 《朱拜達》（1940年）
- 《五色》（1941年）
- 《血的呼喚》（1941年）

## 備註
1. ↑  爪哇工業電影後來也在1941年開拍電影《卡蒂娜》的時候聘用了達達尼爾劇團的阿斯塔曼、勒娜·阿斯馬拉和安查爾·阿斯馬拉[4]。
2. ↑  原文：「J. WONG's garantie.」
3. ↑  原文：「... boeiend tot den laatsten meter.」
4. ↑  即今加查馬達街（Gajah Mada）、哈奄烏祿街（Hayam Wuruk）一帶[9]。
5. ↑  原文：「... een succes aangemerkt worden voor de O. F. C. en een bewijs van vooruitgang voor de Indische filmindustrie.」
6. ↑  弗雷德·楊和菲菲·楊沒有親戚關係[17]。菲菲·楊原名陳金娘，後來才在楊眾生的要求下使用「菲菲·楊」這個藝名：她的藝名採用了楊姓在華語中的拼法「Young」（楊眾生的名字採用了這個姓氏在福建話中的拼法「Njoo」），取名「菲菲」則是為了令人回憶起法國演員菲菲·德奧賽[18]。
7. ↑  別名蘇斯卡（Suska）[19]。
8. ↑  例如《朱拜達》至少在1947年10月的時候還有戲院放映仍在進行放映[34]，而《血的呼喚》的放映則至少持續到1952年8月[35]，
9. ↑  東印度群島的電影膠卷以非常易燃的硝化纤维製成；1952年，國家電影製片廠發生大火，倉庫嚴重焚毀，此後以硝化纖維製成的電影膠卷都被故意銷毀，以避免發生類似的不幸事件(Biran 2012，第291頁)。因此，美国视觉人类学家卡尔·G·海德便推論，認為所有在1950年前制作的印尼电影均已散失[36]。不过，J·B·克里斯坦托（J.B. Kristanto）在《印尼电影目录》中表示，印尼電影資料館收錄了幾部荷屬東印度电影，使之得以流傳[37]。而貝然則指出，有几部日本宣传电影藏於荷兰政府新闻处，並留存至今[37]。

## 註腳
1. ↑  Biran 2009，第205頁.
2. 1 2 3 4 5  Biran 2009，第228頁.
3. 1 2  Khoe 1940, Industrie，第10頁.
4. ↑  Biran 2009，第214頁.
5. ↑  Biran 2009，第204頁.
6. ↑  Filmindonesia.or.id, Kris Mataram.
7. ↑  Biran 2009，第250頁.
8. ↑  Soerabaijasch Handelsblad 1940, Kris Mataram.
9. ↑  Setiogi 2003, 'Molenvliet'.
10. 1 2  Khoe 1940, Industrie，第10–11頁.
11. 1 2  De Indische courant 1940, Sampoerna.
12. 1 2  Biran 2009，第254頁.
13. 1 2  Soerabaijasch Handelsblad 1941, Sampoerna.
14. ↑  Biran 1979，第115, 480頁.
15. 1 2 3 4  Biran 2009，第229頁.
16. ↑  Bataviaasch Nieuwsblad 1941, Rex; Soerabaijasch Handelsblad 1941, Sampoerna.
17. ↑  Biran 2009，第239頁.
18. ↑  TIM, Fifi Young.
19. ↑  Biran 2009，第216頁.
20. ↑  Filmindonesia.or.id, Panggilan Darah.
21. ↑  Pertjatoeran Doenia dan Film 1941, Warta dari Studio，第18頁.
22. ↑  Biran 2009，第270頁.
23. ↑  Biran 2009，第229, 270頁.
24. 1 2  Pertjatoeran Doenia dan Film 1941, Tanja Djawab，第52頁.
25. ↑  Filmindonesia.or.id, Suska.
26. 1 2  Biran 2009，第319, 332頁.
27. 1 2  Filmindonesia.or.id, Dhalia.
28. 1 2  Filmindonesia.or.id, Soerip.
29. ↑  Filmindonesia.or.id, Njoo Cheong Seng.
30. ↑  Filmindonesia.or.id, Fifi Young.
31. ↑  The Straits Times 1941, (untitled).
32. ↑  Biran 2009，第228–229頁.
33. ↑  Filmindonesia.or.id, Zoebaida.
34. ↑  Pelita Rakjat 1947, (untitled).
35. ↑  Algemeen Indisch Dagblad 1952, Cinemas.
36. ↑  Heider 1991，第14頁.
37. 1 2  Biran 2009，第351頁.